# Одного разу (фільм)
«Одного разу» (англ. Once) — музичний художній фільм, створений в Ірландії у 2006 році.
Автор сценарію і режисер: Джон Карні.
Дія картини відбувається в Дубліні. У головних ролях двох талановитих безробітних музикантів: знялися музиканти Ґлен Хансард (учасник популярного ірландського рок-гурту The Frames) і Маркета Ірґлова (чеська піаністка і піснярка). Ірґлова і Хансард також є авторами всіх (крім однієї) пісень, що звучать у фільмі.
Фільм отримав кілька нагород  і чимало надзвичайно позитивних відгуків. Маючи вельми скромний бюджет (160 000 доларів), фільм завоював великий успіх, зокрема у США 

## Сюжет
Фільм починається з показу звичайного дня дублінського вуличного музиканта (зазначеного в титрах як «Хлопець», виконавець ролі: Ґлен Хансард) віком близько 35 років, який виступає на Ґрафтон-стріт (комерційний центр Дубліна). Увечері, приваблена його музикою, до нього наближається дівчина-квітникарка (зазначена в титрах як «Дівчина», виконавиця ролі: Маркета Ірґлова), іммігрантка з Чехії. Дівчина зав'язує з ним розмову про його пісні. Дізнавшись, що Хлопець також працює у майстерні ремонту пилососів, вона просить полагодити її «гувер».
Наступного дня Дівчина приносить Хлопцеві свій пилосос. Згодом вони обідають разом, і під час обіду з'ясовується, що вона також є музикантом. Хлопець просить її зіграти для нього, і вони відвідують музичний магазин, власник якого дозволяє Дівчині регулярно користуватися своїм піаніно. Хлопець вчить Дівчину однієї зі своїх пісень ( «Falling Slowly» ), яку вона легко і швидко підхоплює. Удвох вони виконують пісню, що знаменує початок музичних і, потенційно, романтичних стосунків між ними. Після цього вони відвідують ремонтну майстерню Хлопцевого батька. В автобусі Хлопець у формі коротенької пісеньки («Broken Hearted Hoover Fixer Sucker Guy») розповідає історію про те, як його зрадила колишня подруга. Батько, який вочевидь байдуже ставиться до музичних занять свого сина, лагодить пилосос. Хлопець показує Дівчині свою кімнату і просить її залишитися на ніч. Ображена, вона йде геть. Наступного дня він знаходить її та вибачається за свою поведінку. Протягом тижня вони створюють, розучують і записують кілька пісень: пісні виконуються в реалістичні манері, зокрема «If You Want Me» (слова якої пише Дівчина на музику Хлопця) і «Gold», яку виконує експромтом група відвідувачів пабу.
Стосунки між героями розвиваються, проте Хлопець не перестає думати про свою колишню кохану (він присвячує їй пісню «Lies»), яка переїхала до Лондона. Дівчина радить йому повернутися до подруги і спробувати побудувати музичну кар'єру в Англії. Запрошений додому на вечерю, Хлопець дізнається, що Дівчина живе з матір'ю і має маленьку дитину. Незабаром Хлопець вирішує їхати до Лондона, проте спершу бажає записати якісну демо-плівку зі своїми піснями і просить Дівчину допомогти йому в цьому. Для оплати професійної студії герої беруть позику в банку, службовець якого також виявляється музикатом-аматором. Під час романтичної прогулянки на мотоциклі за містом Дівчина зізнається Хлопцеві, що одружена, проте її чоловік залишився в Чехії, відмовившись їхати з нею за кордон. Коли Хлопець питає її, чи вона досі кохає свого чоловіка, Дівчина відповідає чеською мовою «Я кохаю тебе», але сором'язливо відмовляється перекласти цю фразу і переводить розмову на інше. Залучивши до співпраці трьох вуличних музикантів, герої проводять кілька репетицій і, зрештою, вирушають у студію. Не зважаючи на брак досвіду, їм удається справити враження на скептично налаштованого звукорежисера Еймона. Музичний колектив записує першу пісню («When Your Mind's Made Up»). Під час нічної перерви у порожній студії Дівчина грає Хлопцеві на фортепіано одну зі своїх композицій («The Hill»), проте уриває її на середині, нездатна впоратися з напливом почуттів. Хлопець пропонує їй їхати разом із ним до Лондона, проте розуміє, що не зможе прийняти її з матір'ю і дитиною.
Після вдалого завершення сесій запису, Хлопець просить Дівчину розділити з ним його останню ніч у Дубліні. Спершу вона відмовляється, вважаючи це «поганою ідеєю», потім погоджується, але зрештою не приходить. У день від'їзду Хлопець не може її знайти, щоби попрощатися. Він програє демо-запис своєму батькові, і той, вражений, дає йому грошей, щоби влаштуватися в Лондоні. Перед від'їздом в аеропорт Хлопець купує для Дівчини піаніно і домовляється про доставку додому. Сам він телефонує своїй колишній подрузі, яка втішена його поверненням. До Дівчини ж повертається її чоловік із Чехії.
Фінальні кадри фільму показують, що той короткий час, який герої провели разом, лишив у їхніх душах глибокий слід на все життя.

## Виробництво
Жоден з виконавців головних ролей не є професійним актором і не мав у минулому акторського досвіду. Ірґлова і Хансард — професійні музиканти. Режисер фільму Джон Карні (колишній бас-гітарист гурту Хансарда The Frames) попросив свого давнього друга поділитися з ним історіями з життя вуличних музикантів і написати кілька пісень для майбутнього фільму, проте на головну чоловічу роль планував актора Сілліана Мерфі, який також є рок-музикантом. Проте Мерфі не сподобалася ідея мати партнеркою дилетантку Ірґлову (якій на момент зйомок було 17 років), а також йому здалися важкими для виконання пісні Хансарда, тому він відмовився від участі. Карні звернувся з пропозицією головної ролі до самого Хансарда, який спершу вагався, побоюючись, що не впорається з такою задачею, але зрештою погодився, наполігши на тому, щоби фільм був низькобюджетним та «інтимним».
Бюджет фільму дійсно виявився скромним: 160 000 доларів, з яких близько 75% було надано Асоціацією ірландських кінематографістів (Bord Scannán na hÉireann). Зйомки тривали 17 днів, часто без залучення штучного освітлення та з використанням приватних помешкань друзів режисера. Музичну вечірку було знято вдома у Ґлена Хансарда за участі його друзів, а також матері Кетрін Хансард . Вуличні сцени знімалися без спеціальної організації з використанням довгофокусних об'єктивів, тому багато перехожих навіть не здогадувалися про зйомку. Це також дозволило непрофесійним акторам розслабитися і поводитися більш природно. Багато діалогів також було імпровізовано.
Хансард з Ірґловою стали парою в реальному житті: під час зйомок або під час промо-турне Північною Америкою.
У своїх інтерв'ю виконавці головних ролей переконано стверджують, що не мають планів продовжувати акторську кар'єру.

## Музика
Альбом з піснями із фільму було видано в Ірландії 26 травня 2007 року. Платівка досягла 20-го місця в національному хіт-параді.
Ірґлова і Хансард були номіновані на дві премії «Греммі»: за «Найкращий альбом-компіляцію з музикою до кінофільму» і «Найкращу пісню, написану для кінофільму» за пісню «Falling Slowly».
Відмінні версії пісень з фільму також виходили на альбомі гурту The Frames «The Cost» і спільному альбомі Хансарда та Ірґлової «The Swell Season» (обидва 2006 рік). Пісня «Gold» написана ірландським співаком і пісняром Ферґусом О'Фаррелом і виконана гуртом «Interference».

### Перелік пісень
Автор усіх пісень, крім зазначених: Ґлен Хансард
1. Glen Hansard and Markéta Irglová: "Falling Slowly" (Хансард/Ірґлова) – 4:04
2. Irglová and Hansard: "If You Want Me" (Ірґлова) – 3:48
3. Hansard: "Broken Hearted Hoover Fixer Sucker Guy" – 0:53
4. Hansard and Irglová: "When Your Mind's Made Up" – 3:41
5. Hansard and Irglová: "Lies" – (Хансард/Ірґлова) – 3:59
6. Interference: "Gold" (Ферґус О'Фаррел) – 3:59
7. Irglová: "The Hill" (Ірґлова) – 4:35
8. Hansard: "Fallen from the Sky" – 3:25
9. Hansard: "Leave" – 2:46
10. Hansard: "Trying to Pull Myself Away" – 3:36
11. Hansard: "All the Way Down" – 2:39
12. Hansard and Irglová: "Once" – 3:39
13. Hansard: "Say It to Me Now" – 2:35

## Визнання
- Фільм отримав премію фестивалю «Санданс» у 2007 році як найкраща драматична стрічка.
- Відвідувачі сайту «Rotten Tomatoes» надали фільмові високий рейтинг — 98% [3]
- Оцінка сайту «Metacritic» — 88 [4]
- Схвальні відгуки фільм отримав також від таких авторитетних кінокритиків як Річард Рупер і Майкл Філліпс, які назвали його «найчарівнішим фільмом року» [10]
- Позитивну оцінку фільмові дав також режисер Стівен Спілберг [11]
- В одну з серії 20-го сезону анімаційного серіалу «Сімпсони» («В ім'я діда») було включено сцену, що пародіює фільм. Перебуваючи в Дубліні, герої серіалу зустрічають Хлопця, який співає пісню «Falling Slowly» під вікном Дівчини, намагаючись знов завоювати її серце (вочевидь, так і не досягнувши успіхів у Лондоні). З'явившись у вікні, Дівчина обурено нагадує Хлопцеві, що одружена. Її чоловік, із криком: «І припини нарешті посилати моїй дружині піаніно!», штовхає інструмент з вікна. Як це зазвичай буває у «Сімпсонах», Ірґлова і Хансард власною персоною озвучили свої ролі: їхні репліки було записано в Лос-Анджелесі у жовтні 2008 року.